# José Carlos Somoza
José Carlos Somoza Ortega (1959. november 13.) spanyol szerző.

## Életrajz
Havannában született. 1960-ban családját politikai okokból száműzték Kubából, ezért Spanyolországba költöztek. Ezután családja nehéz anyagi helyzetbe került, mert a gyerekeken kívül semmit sem vihettek magukkal. De ott sok barátot szereztek, akik sokat segítettek. BSc diplomát szerzett pszichiátriából, de 1994-ben otthagyta az orvosi kart, hogy főállású író legyen. Akkor elküldte műveit országszerte különböző irodalmi versenyekre, magazinokba és kiadókhoz. Első könyvét még ugyanebben az évben adták ki. Amikor az Athéni gyilkosok nemzetközi elismerést kapott, tudta, hogy jó utat választott.

## Bibliográfia
- Planos (1994)
- El silencio de Blanca (1996)
- Miguel Will (1997)
- Cartas de un asesino insignificante (1999)
- La ventana pintada (1999)
- La caverna de las ideas (2000), magyarul: Athéni gyilkosok
- Dafne desvanecida (2000)
- Clara y la penumbra (2001)
- La dama número trece (2003)
- BOUCHE (LA) (2003)
- La caja de marfil (2004)
- El detalle (tres novelas breves) (2005)
- The Art of Murder (2005)
- Zig Zag (2006)
- La Caja de Marfil (Best Seller (Debolsillo)) (2006)
- Dafne desvanecida (2006)
- La llave del abismo (2007)
- El Cebo (2010)
- Fantasmas de papel (2010)
- La ventana pintada (2010)
- Tetrammeron: Los cuentos de Soledad (2012)
- El Detalle (2013)
- La cuarta señal (2014)
- Croatoan (2015)
- El origen del mal (2018)
- Estudio en negro (2019)

## Irodalmi díjai
- 1994: The Second Gabriel Sijé Short Story Award a Planosért[1]
- 1994: The Margarita Xirgu Prize rádiódráma forgatókönyvért, közösen a Radio Exterior de España and the Ibero-American Cooperation Institute-tal a Langostasért
- 1997: The Cervantes Theater Award (INAEM) a Miguel Will színdarabjáért
- 1998: The Café Gijón Award a La ventana pintada regényéért
- 2001: Fernando Lara regénydíj a Clara y la penumbráért[2]
- 2002: The Hammett Prize of black novel a Clara y penumbráért
- 2002: The Macallan Gold Dagger For Fiction Award az Athéni gyilkosokért, a Mystery Writers Association of the United Kingdom adta át
- 2004: Flintyxan Award a legjobb történelmi bűnügyi regényért, az Athéni gyilkosokért, az Association of Swedish Novel Writers adta át
- 2007: Premio de Novela Ciudad de Torrevieja a La llave del abismoért

## Magyarul
- Athéni gyilkosok; fordította: Dobos Éva; Athenaeum, Bp., 2003[3]

## Fordítás
- Ez a szócikk részben vagy egészben  a   José Carlos Somoza című angol Wikipédia-szócikk ezen változatának fordításán alapul.  Az eredeti cikk szerkesztőit annak laptörténete sorolja fel. Ez a jelzés csupán a megfogalmazás eredetét és a szerzői jogokat jelzi, nem szolgál a cikkben szereplő információk forrásmegjelöléseként.